# Bridgette Andersen
Marriah Bridget Andersen (* 11. Juli 1975 in Inglewood, Kalifornien; † 18. Mai 1997 in Los Angeles, Kalifornien) war eine US-amerikanische Filmschauspielerin und Model.

## Leben
Andersen wurde als Tochter von Frank Glas und Teresa Andersen in Inglewood, Kalifornien geboren. Sie hatte eine Schwester namens Angelica, die ebenfalls Schauspielerin wurde, sowie zwei Brüder, Dean und Mark. Andersen war eine entfernte Verwandte des dänischen Schriftstellers Hans Christian Andersen. Sie wuchs in Malibu, Kalifornien auf. Schon als Kleinkind zeigte sich ihre außergewöhnliche Intelligenz, so konnte sie schon als Zweieinhalbjährige lesen. Im selben Jahr soll sie angeblich den Wunsch geäußert haben, Schauspielerin zu werden. Zunächst wurde sie als Fotomodell und in der Werbeindustrie eingesetzt.
Ihr Filmdebüt als Kinderdarstellerin gab die damals Siebenjährige 1982 in Peter Levins Drama Washington Mistress. Bald danach hatte sie ihre größte Rolle in Und Savannah lächelt (OT: Savannah Smiles). In dem Familiendrama spielte Andersen die sechsjährige Tochter eines Politikers, die davongelaufen ist und in die Hände von Entführern gerät. Die Kidnapper können ihr aber jene Zeit und Aufmerksamkeit schenken, die sie von den eigenen Eltern nicht bekommt. Ebenfalls gelobt wurde Andersens Darstellung der siebenjährigen Mae West in einem gleichnamigen TV-Film über die Schauspielerin aus demselben Jahr. Von 1983 bis 1986 war Andersen vier Mal für den Young Artist Award nominiert.
Anschließend war Andersen in zahlreichen Rollen zu sehen, häufig hatte sie Gastauftritte in bekannten Serien wie Golden Girls, Remington Steele oder Jede Menge Familie. Schon 1987 schien ihre Karriere ins Stocken zu geraten, in der Filmkomödie Roboter mit Herz konnte sie ihre letzte Filmrolle verbuchen. Sie blieb ein Kinderstar und hatte schon als Jugendliche Probleme mit Drogen.
1997 verstarb sie knapp zwei Monate vor ihrem 22. Geburtstag an einer Überdosis Heroin und Alkohol. Sie lag im Queen of Angels-Hospital in Los Angeles einige Tage im Koma, ehe sie als hirntot von den lebenserhaltenden Maschinen genommen wurde.

## Filmografie

### Fernsehserien
- 1982: King’s Crossing (eine Folge)
- 1982: Familienbande (eine Folge)
- 1983: Gun Shy (sechs Folgen)
- 1983: Fantasy Island (eine Folge)
- 1983, 1985: Grosse Märchen mit grossen Stars (Faerie Tale Theatre, zwei Folgen)
- 1984: Remington Steele (eine Folge)
- 1984: The Mississippi (eine Folge)
- 1985: Hotel (eine Folge)
- 1986: Golden Girls (The Golden Girls, eine Folge)
- 1987: CBS Summer Playhouse (eine Folge)
- 1996: Auf schlimmer und ewig (Unhappily Ever After, eine Folge)

### Spielfilme
- 1982: Washington Mistress (Fernsehfilm)
- 1982: Und Savannah lächelt (Savannah Smiles)
- 1982: Mae West (Fernsehfilm)
- 1983: Alpträume (Nightmares)
- 1984: Chefarzt Dr. Welby (The Return of Marcus Welby, M.D., Fernsehfilm)
- 1985: Unser neuer Bruder (A Summer to Remember, Fernsehfilm)
- 1985: Jackpot (Fever Pitch)
- 1986: Die Trennung (Between Two Women, Fernsehfilm)
- 1986: Nikki und Mary – Die 5-Minuten-Ehe (The Parent Trap II, Fernsehfilm)
- 1987: Roboter mit Herz (Too Much)

## Auszeichnungen
Bridgette Andersen war in den Jahren 1983 bis 1986 viermal in Serie für den Young Artist Award nominiert, ging jedoch stets leer aus.